# 歌舞伎症候群
歌舞伎症候群（かぶきしょうこうぐん、英: Kabuki syndrome）は常染色体優性遺伝（AD）の遺伝子の変異によって発生していると遺伝子疾患で、1981年に新川詔夫と黒木良和によって特徴的な顔貌を呈する疾患として初めて報告され、後に日本における指定難病に指定された。そのため、新川-黒木症候群とも呼ばれる。歌舞伎症候群で見られる切れ長の目が、歌舞伎役者の化粧を思わせることからこの名がある。頻度は約32,000人に1人という稀な疾患である。発達の遅れなど成長障害、骨格系の異常、外にめくれている瞼・切れ長の目、弓状の眉、先端がつぶれた鼻といった特徴的顔貌、フィンガー・パッド(指の腹の膨らみ)などの症状が見られる。原因はKMT2D遺伝子とKDM6A遺伝子が判明しているが、KMT2D遺伝子による場合で遺伝性ではなく突然変異によるものである。

## 概要
歌舞伎症候群は1981年に新川詔夫らのグループと黒木良和らのグループによってそれぞれ独立に報告されたのが始まりである。その特徴としてはまず、下眼瞼外側1/3の外反による切れ長の眼瞼裂が特徴的である。耳や鼻の奇形も高頻度で見られ、鼻中隔の短縮や先端の陥凹によるつぶれた鼻や大きく突出した耳（耳介聳立やカップ状耳介）、弓状の眉や並びの悪い歯が典型的であり、内耳奇形を合併することがある。指紋では指先の尺側蹄状紋の増加が見られることが多い。骨格に関しては脊柱の異常（脊椎側彎症など）が見られ、小指の中節骨短縮による短く太い指が見られることが多い。内臓奇形としては心血管系の奇形（大動脈縮窄症、心室中隔欠損、心房中隔欠損など）が約半数に認められ、腎尿路系の異常が約3割に認められる。この他、易感染性を示し、中耳炎などを起こしやすいことが知られる。
32,000人に1人という稀な遺伝疾患で、その多くは孤発例とされる。

## 原因と種類

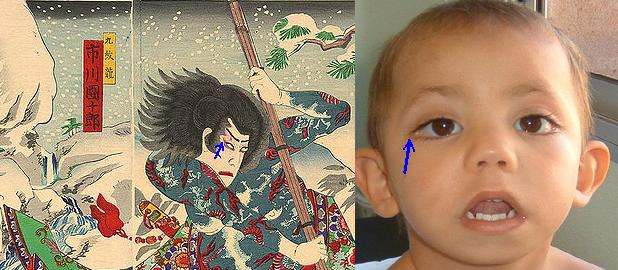
歌舞伎症候群は切れ長の目が特徴的であり、歌舞伎役者の化粧を思わせることからこの名がついた。

歌舞伎症候群の責任遺伝子はよくわかっていなかったが、2010年にSarah B.Ngや新川詔夫らによって12番染色体上にあるヒストンメチル基転移酵素の1種であるMLL2の機能不全が原因である可能性が高いということが明らかにされた。
原因にはKMT2D遺伝子とKDM6A遺伝子の2パターンが判明しており、前者は突然変異で後者は遺伝によるものである。